# تنبول
التَّنْبُولُ أو التَّامُولُ أو التَّانَبُولُ أو التَّنْبُلُ أو اليَقْطِينُ الهِنْدِيُّ (من السنسكريتية: تَمْبُولْ، الاسم العلمي: Piper betle) وهو عبارة عن نبات متسلق من العائلة الفلفلية (باللاتينية: Piperaceae).
أسماء علمية أخرى لنفس النبات:
- Piper chavica
- Chavica betle
- Chavica auriculata
- Chavica siriboa
- Piper philippinense
- Piper puberulinodum
- Piper anisodorum
- Piper anisumolens
- Piper bathycarpum
- Piper blancoi
- Piper canaliculatum
- Piper carnistylum

## استخدامه الشائع
تستخدم الأوراق لتحضير مضغة التنبول حيث يضاف إليها جوز الفوفل المبشور Areca nut مع القرنفل والهيل والقرفة والجير المطفي والجير المطحون بالإضافة لصبغة الكاد الهندية (صبغة نباتية).

## التواجد
مضغة التنبول مشهورة وتستخدم من جميع طبقات المجتمعات المختلفة لشعوب جنوب شرق آسيا مثل بنغلاديش، الهند، الصين، ماليزيا، باكستان، الفلبين، سنغافورة، سريلانكا، تايلاند.عدن